# 希爾施格勒爾山

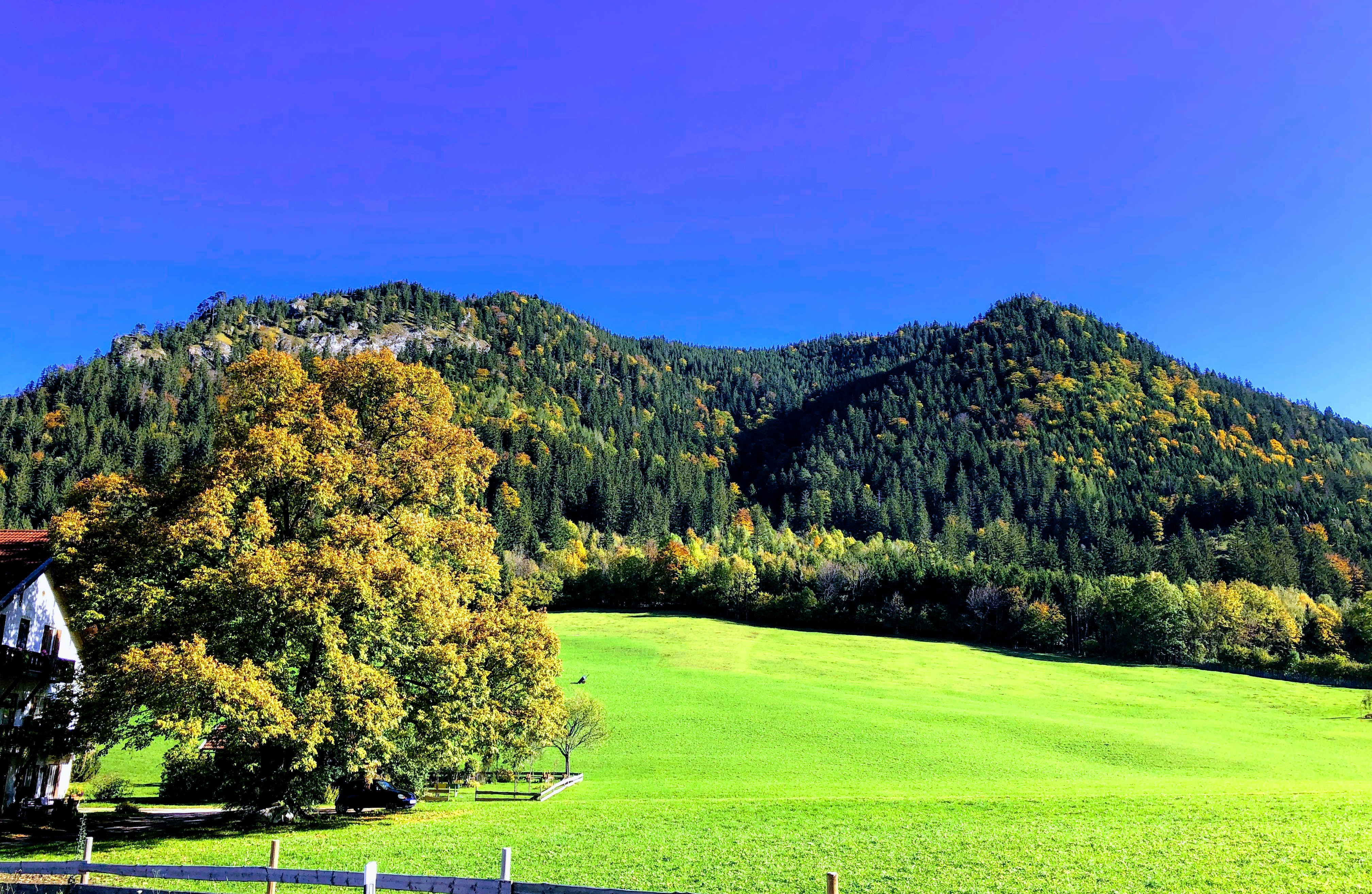

47°42′50″N 11°53′21″E / 47.71376°N 11.88907°E
希爾施格勒爾山（德語：Hirschgröhrkopf），是德國的山峰，位於該國東南部，由巴伐利亞負責管轄，屬於巴伐利亞前阿爾卑斯山脈的一部分，海拔高度1,272米，每年平均降雨量1,764毫米。